# Georges L'Hôte

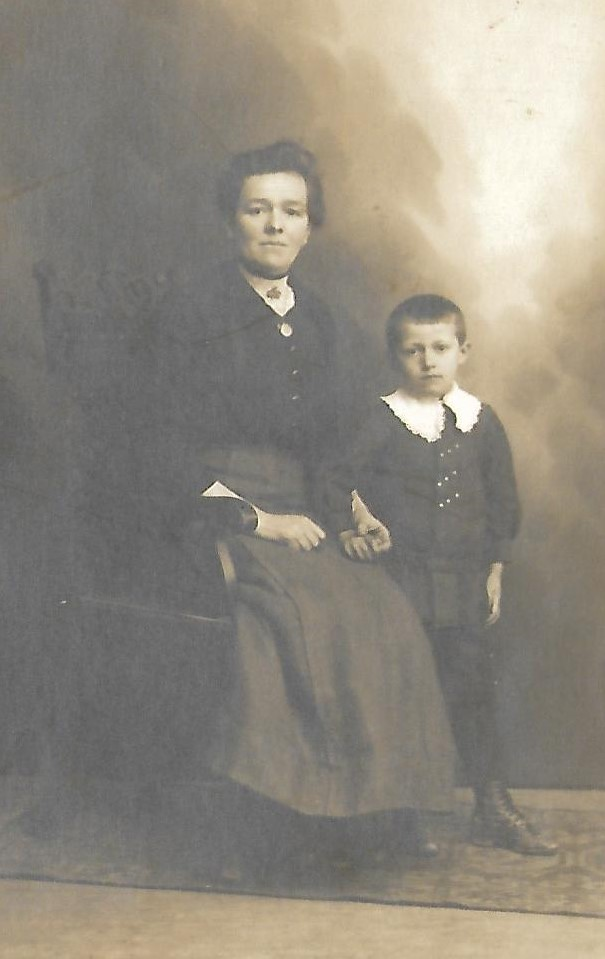
Georges L'Hôte avec sa mère pendant la guerre de 1914-1918.

Georges L'Hôte, né le 22 octobre 1911 à Foulcrey, en Lorraine annexée, d'un père facteur et mort le 11 août 2001 à Sarrebourg, est un auteur lorrain qui fut toute sa vie passionné par les us et coutumes de sa région. 

## Éléments de biographie
Georges L'Hôte fut d'abord instituteur, puis professeur de cours complémentaire et enfin proviseur du lycée professionnel de Sarrebourg. En Septembre 1938, il épouse Marie Bauerschmitt à Phalsbourg. À la fin de la Seconde Guerre mondiale (1944-1945), il est officier de sécurité militaire. Entre 1971 et 1974, il est nommé chargé de mission dans le cabinet de Pierre Messmer, premier ministre.
Georges L'Hôte est surtout connu pour ses ouvrages consacrés au folklore lorrain. C'est le «père » de la « Mélie Tieûtieû », archétype de la grand-mère campagnarde et lorraine des années d'après-guerre, et personnage qui a donné son nom aux petites chroniques que rédigeait Georges L'Hôte dans Le Républicain lorrain. 
Georges L'Hôte fut aussi membre de la section de Sarrebourg de la Société d'histoire et d'archéologie lorraine à partir de 1935, également membre de l'Académie nationale de Metz à partir de 1969, et associé correspondant de l'Académie de Stanislas de 1986 à 2001. Pendant plusieurs années, il fut Président de l'Association des Amis des Cordeliers de Sarrebourg dont la mission est de promouvoir l’œuvre de Marc Chagall installée à la Chapelle des Cordeliers (vitrail  « LA PAIX » et Tapisserie). Georges L’Hôte est décédé le 11 août 2001 à Sarrebourg.  

## Œuvres
- Ah ! ces maît' d'école : Paysanneries, saynètes et fiâves lorraines. Couverture de Jean Morette. Illustrations de Edmond Kauffmann, impr. Morin, Sarrebourg, 1939, 111 p.
- Les arbres de nos forêts et promenades, Wagner, Nancy, 1943
- Les fitabôles du pâpiche : Contes de Lorraine-Moselle, Imprimerie Morin, Sarrebourg 1946.
- La grande détresse des instituteurs en Moselle de 1940 à 1945 : souvenirs d'un instituteur replié en Meurthe-et-Moselle
- L'Artisanat en Lorraine, Éditions Mars et Mercure, Strasbourg, 1974, 171 p.
- La Mélie Tieûtieû raconte..., éd. Serpenoise, Metz, 1979
- Saints et Saintes tutélaires de Lorraine, Illustrations de Bernard Ferreira, Ed. Serpenoise, Metz, 1979, 295 p.
- La Mélie Tieûtieû couârie avec le père Fanfan, éd. Serpenoise, Metz, 1980
- La Mélie Tieûtieû au jour d'aujourd'hui, Ed. Serpenoise, 1984, rééd. 1996
- Récits vivants de Lorraine et d'Alsace, Hachette, Paris, 1981
- la Tankiote. Usages traditionnels en Lorraine, Presses universitaires de Nancy, Ed. Serpenoise, 1984, 459 p.
- Foulcrey, un site convoité sur un antique chemin saunier, Sarrebourg, Laser Informatique, 1991, 209 p.
- Sans haine ni passion : Un officier de Sécurité militaire témoigne : 1944-1945 à Nancy, Metz et Sarrebourg, Ed. Serpenoise, Metz, 1994, 182 p.

## Sources
- Maurice Noël, « Éloge de Georges L'Hôte », Mémoires de l'Académie de Stanislas, 8e série, vol. XVII,‎ 4 octobre 2002, p. 8–9 (lire en ligne)
- Famille L'Hôte